# Ородруїн
Ородруїн (синд. Orodruin — Гора Полум'яного Вогню; вестрон — Вогняна Гора) або Амон-Амарт (синд. Amon Amarth — Судна Гора) — гора і єдиний вулкан у фентезі-світі Дж. Р. Р. Толкіна, розміщений на північному заході Мордору, недалеко від вежі Барад-дур, у полум'ї якого під час другої епохи Середзем'я Саурон виковав Єдиний Перстень. Ородруїн — це кінцева точка легендарної подорожі Фродо Торбина із метою знищити Єдиний Перстень і покласти край володарюванню темного володаря Мордору.

## Історія
Коли Саурон під час Другої Епохи шукав місце для заснування свого князівства, його увагу привернув Мордор, а особливо гора Ородруїн, силу якої він сподівався використати для свого зміцнення. Він заснував свою державу навколо цієї гори, а її полум'я та енергію використовував для чаклування та кування. Найбільш відомим творінням Саурона, яке він викував у жерлі вулкана став Єдиний Перстень. У Братстві Персня Гендальф розповідає, що матеріали, з якого виготовлений Перстень, такі міцні і чари, закладені в ньому, настільки потужні, що він може бути знищений лише у жерлі вулкана Ородруїн, де він був виготовлений. 
Ородруїн — це не просто звичайний вулкан; він відповідає на команди Саурона і відчуває його присутність, затихаючи коли він далеко, і стаючи активним, коли Саурон поруч.

## У кінематографі

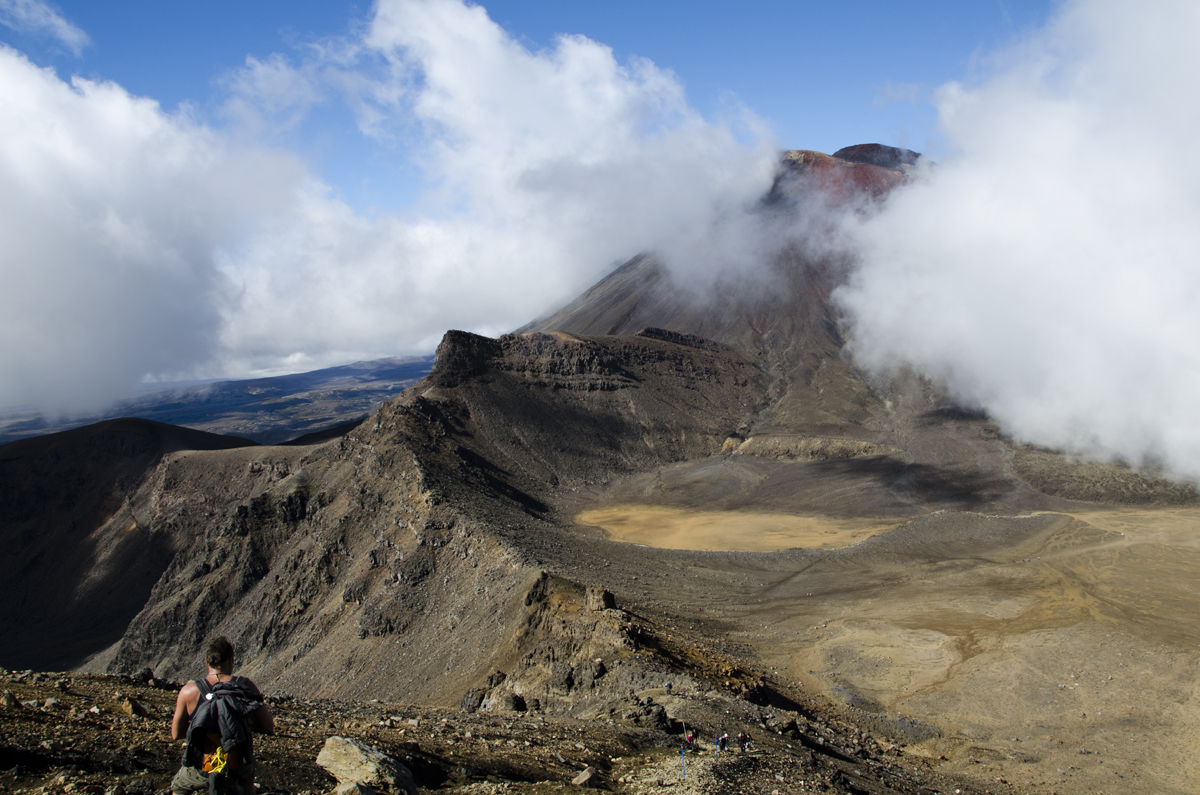
Гора Нгаурухо

Гора Нгаурухое та гора Рупеху, що у Новій Зеландії, надихнули Пітера Джексона на відтворення гори Ородруїн у кінотрилогії Володар Перснів.  Плем`я Маорі не дозволило знімати саме вершину гори, тому що вона для них священна. Проте, деякі схили гори Рупеху були зняті і взяті за основу для гори Ородруїн.